# Teisbach
Teisbach ist ein Gemeindeteil der Kreisstadt Dingolfing und eine Gemarkung im westlichen Landkreis Dingolfing-Landau. Der Ortsname Teisbach leitet sich vom gleichnamigen Gewässer ab.
Im Zuge der Gebietsreform in Bayern kamen der ehemalige Markt Teisbach und somit auch der Hauptort im Jahr 1972 zur Stadt Dingolfing. Die Gemarkung Teisbach erstreckt sich vom rechten Isar-Hochufer in das Isartal bis zum Schwarzgraben im Isarmoos links der Isar und nördlich der BAB 92.

## Geographie
Der Markt Teisbach grenzte zum Zeitpunkt seiner Auflösung an die Stadt Dingolfing (Osten) sowie an die Gemeinden Frauenbiburg (Südosten), Weigendorf (Süden), Loiching (Westen), Dornwang (Norden) und Lengthal (Nordosten) des damaligen Landkreises Dingolfing.
Die Gemeinde umfasste neben dem rechts der Isar gelegenen Ort Teisbach, dem früheren Sitz der Gemeinde, drei weitere Gemeindeteile im Isartal links der Isar, die eng benachbarten Dörfer Höfen, Schönbühl und den Weiler Gaubitzhausen. Von der Gemeindefläche von 915 Hektar entfielen 303 Hektar auf das Gebiet rechts der Isar (Ort Teisbach) und 612 Hektar auf das Gebiet links der Isar (Höfen, Schönbühl und Gaubitzhausen mit umliegenden Fluren). Für früher zur Gemeinde gehörenden Gemeindeteile wurde anlässlich der Volkszählung 1987 eine Bevölkerung von insgesamt 1483 ermittelt (Teisbach 966, Höfen 385, Schönbühl 111 und Gaubitzhausen 21). Zum Stand 30. Juni 2011 teilte die Stadt Dingolfing aus dem Melderegister eine Bevölkerung mit Hauptwohnsitz von 1666 mit (Teisbach 1138, Höfen 390, Schönbühl 121 und Gaubitzhausen 17).
In der östlichen Talsohle fließt der namensgebende Teisbach, der seinen Ursprung südlich von Oberteisbach hat, nach Norden der Isar zu. Mit der Stempenalter gibt es ein kleines Isar-Altwasser. Der Weiler Oberteisbach gehörte nicht, wie man aufgrund seines Namens vermuten könnte, zum Markt Teisbach, sondern zur südlichen Nachbargemeinde Weigendorf, die 1978 nach Loiching eingemeindet wurde. Wohl aber gehört Oberteisbach zur Pfarrei Teisbach.

## Bevölkerungsentwicklung
Die Bevölkerungsentwicklung des früheren Marktes Teisbach ist in der nachstehenden Aufstellung wiedergegeben:
Die Zahlen bis 1970 entsprechen dem Markt Teisbach und sind nicht gebietsstandsbereinigt; die Bevölkerungszunahme um 595 (74 Prozent) zwischen 1939 und 1946 ist damit auch auf die Eingliederung der Loichinger Ortsteile Höfen (Loichinger Teil), Schönbühl und Gaubitzhausen zum Stichtag 1. Januar 1946 zurückzuführen. Ab 1970 entsprechen die Zahlen der Summe der Dingolfinger Stadtteile Gaubitzhausen, Höfen, Schönbühl und Teisbach
| Jahr        | 1840 | 1852 | 1855 | 1861 | 1867 | 1871 | 1875 | 1880 | 1885 | 1890 | 1895 | 1900 | 1905 | 1910 | 1919 | 1925 | 1933 | 1939 | 1946 | 1950 | 1952 |
| ----------- | ---- | ---- | ---- | ---- | ---- | ---- | ---- | ---- | ---- | ---- | ---- | ---- | ---- | ---- | ---- | ---- | ---- | ---- | ---- | ---- | ---- |
| Bevölkerung | 579  | 663  | 632  | 717  | 761  | 764  | 781  | 826  | 870  | 882  | 782  | 706  | 738  | 848  | 894  | 907  | 896  | 824  | 1419 | 1460 | 1390 |
| Jahr        | 1961 | 1970 | 1987 | 2010 | 2011 | 2018 |      |      |      |      |      |      |      |      |      |      |      |      |      |      |      |
| Bevölkerung | 1309 | 1354 | 1483 | 1666 | 1810 | 2068 |      |      |      |      |      |      |      |      |      |      |      |      |      |      |      |

## Verkehr
Die nord-südlich verlaufende Kreisstraße DGF 16 führt über die Isar und verbindet den Markt Teisbach mit den Ortsteilen Schönbühl und Höfen. Richtung Norden kreuzt sie die Industriestraße und bildet dort die westliche Begrenzung des BMW-Dynamikzentrums und führte bis Dezember 2014 weiter über die A 92 nach Dornwang. Im Süden führt die DGF 16 sie nach Oberteisbach.
In Höfen kreuzt die ost-westlich verlaufende Staatsstraße 2074 (bis zur Fertigstellung der A 92 im Jahr 1988 war sie die Bundesstraße 11, die in diesem Bereich zur Staatsstraße herabgestuft wurde). Die durch den Marktort verlaufende Kreisstraße DGF 1 führt im Westen nach Loiching und im Osten nach Dingolfing.
Die A 92 verläuft an der Nordgrenze des ehemaligen Gemeindegebiets. Beim BMW-Dynamikzentrum, wo die DGF 16 über die A 92 führt, wurde der dritte Autobahnanschluss der Stadt Dingolfing bzw. der erste im ehemaligen Gemeindegebiet am 9. Dezember 2014 dem Verkehr übergeben. Bereits vorher wurde die DGF 16 nach Norden Richtung Dornwang zurückgebaut bzw. rund 1500 Meter nach Osten über den Kreisverkehr beim Grüblhof verlegt. Der Bahnübergang in Höfen ist bereits gesperrt und wird beseitigt.
Das ehemalige Gemeindegebiet wird im Rahmen des ÖPNV durch eine der vier städtischen Buslinien („Dingo“) bedient. Der „rote Dingo“ verkehrt im stündlichen Turnus über den Dingolfinger Stadtteil Krautau zu den Ortsteilen Teisbach, Höfen, Schönbühl und Gaubitzhausen.
Das BMW-Dynamikzentrum hat einen eigenen Gleisanschluss (s. unten).

## Geschichte
Die Gründung des Ortes Teisbach wird für das ausgehende achte Jahrhundert vermutet. Um 1180 wurde in Teisbach ein Schloss erbaut, das als Sitz der Grafen von Frontenhausen diente. Als im Jahr 1204 Graf Konrad, der Letzte seiner Linie, zum Bischof von Regensburg gewählt wurde, vermachte er die Hälfte seiner Erbgüter, darunter Dingolfing (damals nur die Untere Stadt) und Teisbach dem Hochstift. Im Jahr 1251 wurde die dem Bischof von Regensburg gehörende Burg Teisbach von Herzog Ludwig II. erobert und geschleift. Die Steine wurden zur Gründung der Oberen Stadt von Dingolfing verwendet, die als herzogliche Stadt über der bereits bestehenden bischöflichen Siedlung (heutige Untere Stadt von Dingolfing um die heutige Kirche St. Johannes) thronen sollte. Ab 1251 wurde der gleichnamige Bach als Grenze zwischen der neugegründeten Stadt Dingolfing und der Herrschaft Teisbach erwähnt und ab 1386 als Grenze zwischen den Landgerichten Dingolfing und Teisbach. Nach der Errichtung des Landgerichts Teisbach (die Landgerichte alter Ordnung waren Vorläufer der heutigen Landkreise) hatte der Markt Teisbach für fast vier Jahrhunderte regionale Bedeutung für das Gebiet zwischen Landshut und Dingolfing südlich der Isar, bis das Landgericht im Zuge der Neuordnung der Landgerichte in Bayern an das Landgericht Vilsbiburg fiel. Offiziell wurde das herzoglich-bayerischen Marktprivileg Teisbach erst 1533 verliehen, obwohl der Ort zu diesem Zeitpunkt schon fast 250 Jahre Pfleggerichtssitz gewesen war. 1838 kam Teisbach zum wiedererrichteten Landgericht Dingolfing, aus dessen Gebiet 1862 das Bezirksamt Dingolfing entstand, das ab 1935 Landkreis Dingolfing hieß.
1752 umfasste das Landgericht Teisbach neben dem Markt Teisbach sechs Ämter (Teisbach, Pilsting, Frontenhausen, Kirchberg, Adlkofen und Ergoldsbach) mit insgesamt 24 Obmannschaften, damals die Verwaltungseinheiten der niedrigsten Stufe. Das Amt Teisbach bestand aus den Obmannschaften Dornwang, Höfen in Schwaigen, Weigendorf und Loiching. Bei der Obmannschaft Höfen in Schwaigen handelte es sich um das Dorf Höfen mit 12 Anwesen, das mit der Einrichtung der Gemeinden durch das Gemeindeedikt 1808/18 der neuen Gemeinde Loiching zugeschlagen wurde, einschließlich Schönbühl (Schönbichlmühle) und Grüblhof (Wirtshaus am Grieblhof), nicht mit dem links der Isar liegenden Teil des Marktes Teisbach, der ebenfalls Höfen hieß und 1752 als Weiler mit vier Anwesen aufgelistet wurde. Der Teisbacher Weiler Höfen lag unmittelbar westlich der Obmannschaft Höfen in Schwaigen, des bei der Gemeindebildung zu Loiching geschlagenen Dorfes. Er war räumlich getrennt vom Hauptgebiet des Marktes rechts der Isar und stellte damit eine 170 Hektar große Exklave dar, die noch auf einer Gemeindegrenzenkarte von 1941 nachzuweisen ist.
Auf einer Karte Das Königreich Bayern in fünfzehen Kreise eingetheilt von 1809 wird Teisbach als Ort im Salzachkreis mit Sitz eines Rentamts dargestellt. Im Topographisch-Statistischen Handbuch für den Isarkreis im Königreich Baiern von 1825 ist der Markt Teisbach für das Verwaltungsjahr 1823/1824 mit 414 Einwohnern in 106 Häusern gelistet. Die zum Markt Teisbach gehörende Exklave Höfen müsste darunter subsumiert sein, da sie nicht separat gelistet ist (innerhalb des Landgerichts Vilsbiburg ist nur das zur Gemeinde Loiching gehörige Höfen gelistet).
Erst am 1. Januar 1946 musste die Gemeinde Loiching auf Anordnung der amerikanischen Militärregierung Höfen, Schönbühl und Gaubitzhausen (also im Wesentlichen die frühere Obmannschaft Höfen in Schwaigen, jedoch ohne den an die Stadt Dingolfing abgegebenen Grüblhof) an den Markt Teisbach abtreten. Dadurch wurde das Gemeindegebiet Teisbachs arrondiert. Bei gleicher Gelegenheit wurde der Grüblhof der Stadt Dingolfing zugeschlagen. Seitdem gibt es nur noch ein Höfen. Obwohl viele der von der amerikanischen Militärregierung durchgeführten Gemeindegebietsänderungen in Bayern zwischen 1947 und 1949 durch das bayerische Innenministerium wieder rückgängig gemacht wurden, wurde die Eingliederung dieser Orte in den Markt Teisbach aus dringendem öffentlichen Interesse (unter anderem wegen schulischer und kirchlicher Zugehörigkeit) beibehalten. Auch die südlich von Teisbach gelegenen Loichinger Gemeindeteile Oberteisbach, Maßendorf, Piegendorf und Goben gehörten in schulischer und kirchlicher Hinsicht zu Teisbach, aber die Eingemeindung durch Teisbach war nicht von Erfolg gekrönt, vor allem wegen der überwiegenden Ablehnung durch die Bevölkerung.
Von der früheren Befestigung des Marktortes ist heute nicht mehr viel zu sehen. Es wird vermutet, dass diese dem grabenförmigen Geländeeinschnitt mit einer möglichen Funktion als Stadtgraben (lokal als Mittermeiergraben bekannt) im Westen (außerhalb des Markttors) und Süden folgte.
In einer Aufstellung von 1846 wird der Marktort wie folgt beschrieben: „Mkt. 105 H, 1 Filialkirche, 1 Kapelle, 1 bewohnbares Schloss, 1 Rath-, 1 Schulhaus, 5 Bräuhäuser, 1 Brandweinbrenn-, 1 Bierwirtshaus, 1 Abdecker, 1 Ziegelhütte, 1 Getreidemagazin, 4 Mühlen mit 5 Mahlgängen am Teisbach.“ Die vier Mühlen wurden bereits 1808 von Joseph von Hazzi erwähnt.
Das Wappen wurde offiziell am 14. November 1553 von Herzog Albrecht V. (Bayern) verliehen. Die obere Hälfte zeigt drei wellenförmige Streifen, die den Bach Teisbach symbolisieren. Die untere Hälfte zeigt drei Rauten, die dem Wappen der mittelalterlichen Klingpeck-Familie entnommen waren, der einflussreichsten Familie Teisbachs im 16. Jahrhundert.
Am 1. Januar 1972, als noch der Landkreis Dingolfing bestand, wurde der Markt ebenso wie der größte Teil der Gemeinde Frauenbiburg im Zuge der Gebietsreform in Bayern in die Stadt Dingolfing eingemeindet. Teisbach besteht weiterhin als Gemarkung der gleichen räumlichen Ausdehnung wie der aufgelöste Markt innerhalb der Stadt Dingolfing.
2005 wurde unmittelbar nördlich der Bahnstrecke Landshut–Plattling und westlich von Gaubitzhausen der erste Bauabschnitt des BMW-Werks 2.70 (Dynamikzentrum) im BMW Group Werk Dingolfing fertiggestellt. Das Dynamikzentrum hat einen eigenen Gleisanschluss bei Streckenkilometer 25,8.
Seit einigen Jahrzehnten ist ein Wirtshaussterben in Teisbach zu verzeichnen. Seit Anfang 2018 gibt es im eigentlichen Marktort (also ohne Höfen) nur noch eine Gastwirtschaft, nämlich das Gasthaus Geislinger, das erst in den letzten Jahren renoviert und mit einem neuen Saal ausgestattet worden war. Bis Mitte der 1980er Jahre gab es noch fünf Wirtshäuser in Teisbach, als zunächst das Gasthaus Hofwirt (Lang) schloss, gefolgt vom Huberbräu (Huber) 1989, das Gasthaus Bachmeier 2014 und zuletzt die Pizzeria Punjab (früher Gasthaus zur Post) 2018.

## Pfarrei
Die 1849 erbaute und 1850 geweihte heutige Pfarrkirche St. Vitus befindet sich im Zentrum des ehemaligen Marktortes. Zu der seit 1918 bestehenden katholischen Pfarrei Teisbach gehören weiterhin die bereits zur Gemeinde Loiching gehörenden Orte Oberteisbach (einschließlich der abseits gelegenen Kapelle Heimlichleiden), Piegendorf (mit der Nebenkirche St. Martin), Maßendorf und Goben im Süden. Von 1695 bis 1918 war Teisbach in kirchlicher Hinsicht eine Expositur der Pfarrei Loiching. Vorher war die Kirche bzw. ihre deutlich kleinere, vermutlich gegen Ende des 15. Jahrhunderts erbauten Vorgängerin (s. Kupferstich unten, mit Zwiebelturm, ebenfalls bereits dem Heiligen Vitus geweiht) Filialkirche der Pfarrei Loiching.

## Persönlichkeiten
- Roman Zirngibl (1740–1816), Historiker und Archivar
- Ignatz von Predl (1759–1806), Jurist, 1787–1803 Kastner und Landrichter in Teisbach
- Katharina von Predl (1790–1871), Malerin
- Franz Xaver von Predl (1795–1866), Offizier

## Bildergalerie

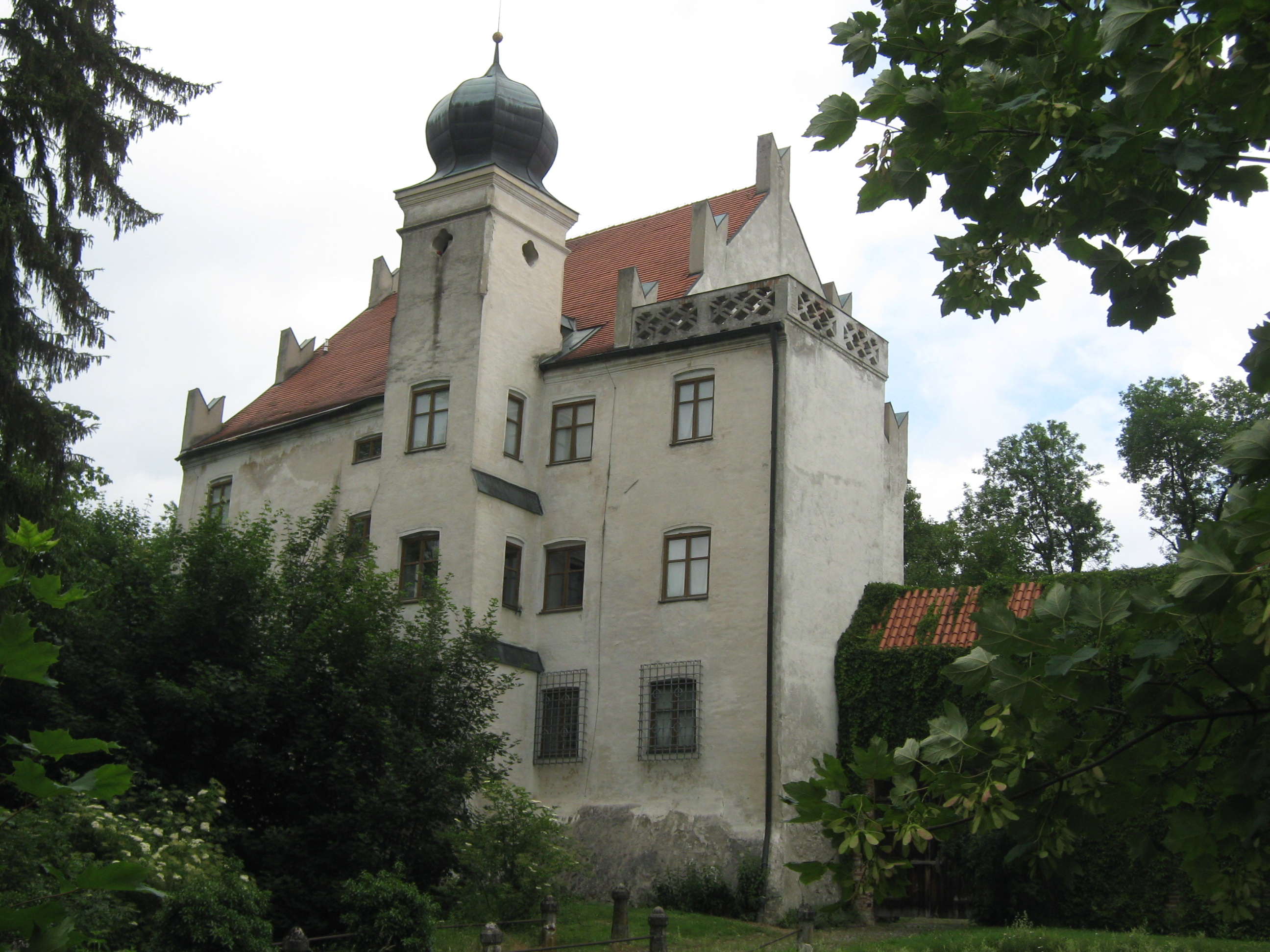
Schloss Teisbach, mit Kuppelturm und den charakteristischen giebelseitigen Schwalbenschwanzzinnen
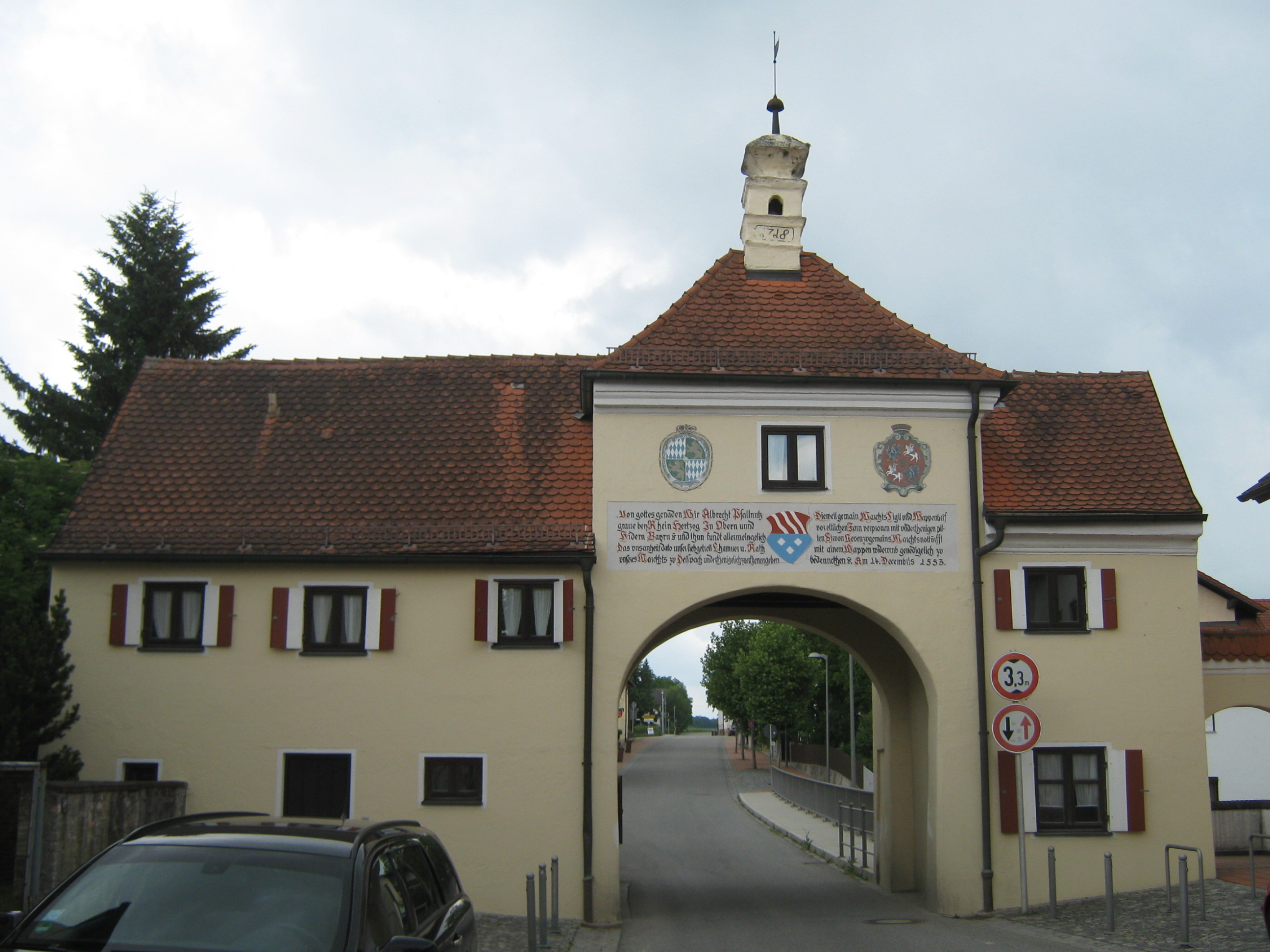
Markttor von Teisbach, vom Marktplatz aus gesehen
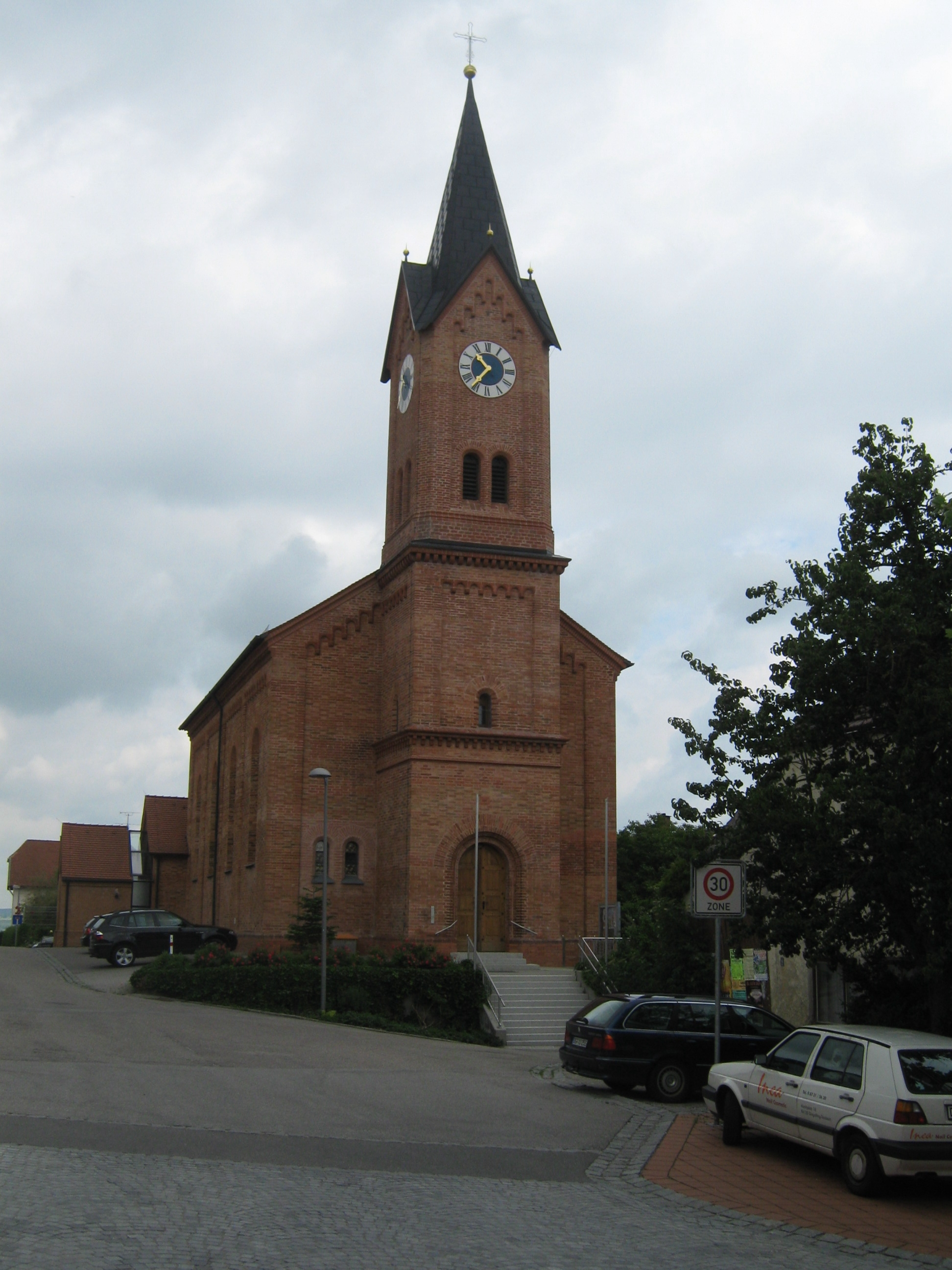
Pfarrkirche St. Vitus